# Paruline à ailes bleues
Vermivora cyanoptera
Espèce
Synonymes
- Certhia cyanoptera Olson & Reveal, 2009[2]
- Helminthophila pinus (Linnaeus, 1766)[2]
- Vermivora pinus (Linnaeus, 1766)[2]

Statut de conservation UICN

 LC  : Préoccupation mineure
La Paruline à ailes bleues (Vermivora cyanoptera) est une espèce de passereaux de la famille des Parulidae.

## Systématique
En 2009, Storrs L. Olson et James Lauritz Reveal ont démontré que le taxon Vermivora pinus, précédemment employé, n'était pas correct pour cette espèce et l'on rebaptisée Vermivora cyanoptera.

## Répartition

zone de nidification
zone d'hivernage